# スーパーアドベンチャーゲーム
『スーパーアドベンチャーゲーム』は、東京創元社が発行する創元推理文庫のゲームブックのシリーズである。

## 概要
略記はSAGB。1985年から1992年頃まで刊行され、同時期に相前後して刊行されていた社会思想社の現代教養文庫内のゲームブックと人気を二分した。
良質な海外製ゲームブックの翻訳で読者の人気を集める一方、本レーベルオリジナルの作品を多数送り出し、ゲームブック市場におけるラインナップの充実と、作家の活躍できる場を確保することに一役買った。
また、それらと同時にSF小説や映画、コンピュータ・ゲームをモチーフ（原案）としてゲームブック化した作品も意欲的に刊行していた。それらのいずれもが基となった作品の知名度に寄り掛からない、ゲームブックとしての面白さを追及する姿勢が貫かれており、結果としてゲームブック独自の作品性を有したものになっている。
刊行途中、1986年春から文庫の投げ込みペーパーとして創刊された「アドベンチャラーズ・イン」は、刊行予定作品のインフォメーションを行い読者の貴重な情報源となると同時に、当時の中高生を中心としたゲームブック・ファン同士をつなぐコミュニケーションの場として機能した。なおBlackPointの漫画『Good Morningアルテア』を原作としたゲームブック『機竜魔の紋章』の刊行がこの「アドベンチャラーズ・イン」で発表されたが、同作は結局発売されなかった。
さらに東京創元社には、1986年より、普通の留守番電話を利用してゲームブック・ファン向けのテレホン・サービスが設置された。
なお、新人ゲームブック作家の発掘を目的として、創元ゲームブック・コンテストが3度開催された。

## 作品
3桁の数字は創元推理文庫内の分類を示す。

### ソーサリー (901)
スーパーアドベンチャーゲーム最初の作品群は、スティーブ・ジャクソン著作のゲームブック4部作及びテーブルトークRPGである。東京創元社から刊行されたのは以下の5冊で、残るシリーズ関連書籍は社会思想社から別途『ファイティング・ファンタジー』として出ている。
ソーサリー (Sorcery!)

1. 魔法使いの丘 (The Shamutanti Hills)
訳 : 安藤由紀子 / 項目数 : 456 / 1985年 ISBN 4-488-90101-8
2. 城砦都市カーレ (Kharé - Cityport of Traps)
訳 : 中川法江 / 項目数 : 511 / 1985年 ISBN 4-488-90102-6
3. 七匹の大蛇 (The Seven Serpents)
訳 : 成川裕子 / 項目数 : 498 / 1985年 ISBN 4-488-90103-4
4. 王たちの冠 (The Crown of Kings)
訳 : 高田恵子 / 項目数 : 800 / 1985年 ISBN 4-488-90104-2

テーブルトークRPG
- ファイティング・ファンタジー (Fighting Fantasy)
訳 : 本田成二 / 1985年 ISBN 4-488-90105-0
『ソーサリー』のルールを利用したRPG。シナリオ「願いの井戸」「シャグラッドの危険な迷路」を収録。

### オリジナル (902)

#### ゲーム化作品
日本で製作されたゲームブックが属する902番台のうち、最初の3冊はいずれも映画ないし小説をゲーム化したものである。この後には前述の『機竜魔の紋章』が続くはずだったが、未刊に終わったために902-4は欠番となっている。
- バック・トゥ・ザ・フューチャー
原案 : R・ゼメキス、B・ゲイル / 著 : 安田均、TTG / 項目数 : 565 / 1985年 ISBN 4-488-90201-4
同名映画を元にしたゲームブック。プレイヤーは主人公のマーティーとなって、タイムマシーンで戻ってしまった30年前から元の時代への帰還を目指す。選択によっては原作とは異なる結末を迎えることもある。
著者の安田は、あとがきでゲーム性重視とストーリー追求の中間を意図したと述べている。本書のシステムは、サイコロを用いた成功判定「セイビング・スロー」とそれを有利にする「運勢値」という2つの要素だけで成り立つ簡素なものになっている。
- デュマレスト・ゲームブック
E・C・タブのSF小説『デュマレスト・サーガ』を原作としたゲームブック。忘れられた故郷の惑星「地球」の所在を求めて銀河を旅する男、アール・デュマレストの冒険を描く。
『デュマレスト・サーガ』の世界観はSF・TRPG『トラベラー』に大きな影響を与えており、両者の関連性について各巻のあとがきで触れられている。この小説が原作に選ばれたのも、まずゲームブック化の基本となるRPGを考えた結果である。
とはいえ本シリーズのシステムは『トラベラー』とは無関係で、体力・敏捷力・知覚力・運勢値で能力を表す独自のものである。能力値は各巻の冒険を終えるごとにどれか1つ成長する。しかし第3巻が刊行されることはなかった。
  1. 巨大コンピュータの謎
著 : 安田均、TTG / 絵 : 幡池裕行 / 項目数 : 543 / 1986年 ISBN 4-488-90202-2
原作の1巻と2巻の間に入る物語。アール・デュマレストが降り立った惑星アンフォルムの首都インフォスには、あらゆる知識を収めたという巨大コンピュータがあった。情報を管理するライブラリの高官の娘シャラナの誘拐事件に巻き込まれたデュマレストは、地球への手がかりを報酬に彼女を守ろうとする。
  2. 惑星不時着
著 : 安田均 & グループSNE / 絵 : 幡池裕行（表紙）、中沢数宣（本文） / 項目数 : 516 / 1986年 ISBN 4-488-90203-0
アール・デュマレストの次なる目的地は、カジノ惑星ハスラー。シャラナもまた親戚のもとに向かうため彼に同行していた。しかし2人が乗る船に侵入していた怪物により次々と乗員が犠牲になり、ついには船そのものが消し飛んでしまう。かろうじて救命艇で脱出した2人は、最寄の惑星に不時着するが……。
第1巻とは安田の共著者の名義が違っているが、これはTTGのメンバーを吸収拡大したのがグループSNEだからである。

#### コンテスト入選作品
902-5以降には、創元ゲームブック・コンテストで佳作に入選した作品とその続編が属している。このほかに第2回コンテスト佳作『迷宮の魔剣』や第3回応募作品の刊行が予定されていたが、レーベルの停止に伴い実現することはなかった。
- 紅蓮の騎士シリーズ
アムスタリア王国四天王と呼ばれる屈強の騎士の1人、《紅蓮の騎士》グロム・ディードの冒険を描いたファンタジー作品。第2巻のあとがきで次回作の構想が語られていたが、これは実現しなかった。
いずれも、著 : 伊藤武雄 / 絵 : 三好道夫（表紙）、渡部正久（本文）
  1. 紅蓮の騎士
項目数 : 576 / 1988年 ISBN 4-488-90205-7
王国の宝物庫に賊が侵入し、見張りのバルメイスが殺害された。しかし奪われたのはヒスイの首飾りひとつだけだった。不可解な事件に首をひねりつつも、4通りに解釈できるバルメイスのダイイング・メッセージに従い、四天王は犯人を捜して四方に散る。だが行き着いた先でグロム・ディードが知ったのは、首飾りに秘められた恐ろしい力と、バルメイスこそ偽装殺人で周囲を欺いた強奪犯当人だという事実だった。
第1回コンテスト佳作。冒頭の選択で得られる4種類のボーナス、項目番号に隠された謎、読者自らが呼吸を止めて読み進める毒ガスの充満した迷宮など、さまざまな仕掛けが盛り込まれている。
  2. 暗黒の聖地
項目数 : 777 / 1989年 ISBN 4-488-90207-3
聖地ブルグムンドが魔の手に落ち、グロム・ディードとの婚礼を間近に控えたアミナ姫が誘拐された。ディードは愛する人を救うため、再び冒険に出る。
本作では腕輪を装備することで魔法の術を行使できる。使用に当たって体力などを消費することはないが、腕輪ごとに設定された魔力の合計値が限界以内に収まる組み合わせでなければならない。
- 魔界物語シリーズ
茂木裕子が温めていた独自の世界観に基づく作品。このシリーズもまた第3巻の予告が実現しなかったが、同人誌として頒布された作品はある。また「アドベンチャラーズ・イン」20号には「魔界物語事典 補遺」が掲載された。
いずれも、著 : 茂木裕子 / 絵 : 三好道夫（表紙）、渡部正久（本文）
  1. ベルゼブルの竜
項目数 : 857 / 1988年 ISBN 4-488-90206-5
砂漠化にさいなまれるレムリア大陸最大の町ルクレオを救うには、魔界の王城の一角に据えられた像「ベルゼブルの竜」が持つ再生の魔剣アシュナードの力を借りるしかない。人間には危険な魔界を横断して城にたどり着いても、目的を果たすためには魔王の6人の子から剣を解放するための呪文を聞き出さねばならない。
第1回コンテスト佳作。文章はまとまりがよく、表を使った戦闘システムもわかりやすい。しかし物語が単調で、起伏がないのが欠点[1]。
あとがきにて人気キャラクター・コンテストが募られたほか、「アドベンチャラーズ・イン」12号では本書のイラストに隠された文字をつなげて文章にするクイズが実施された。どちらの結果も同13号にて公表。
  2. 夜の馬
項目数 : 640 / 1990年 ISBN 4-488-90209-X
旅の剣士が森の中で拾ったペンダントは、商人が《夜の馬》サマオーンの呪いで姿を変えられたものだった。呪いを解いた暁に得られる報酬と名声を約束され、剣士はサマオーン討伐に向かう。
人間が魔界を来訪する前作と異なり、主人公は魔界の住人である。また、時代設定は前作より昔になっている。巻末には「魔界物語事典」が抄録された。
第2回コンテストに出品されたが、『ベルゼブルの竜』の続編だったため一般の選考からはずされた経緯がある。
- 宮原弥寿子作品
宮原弥寿子は『少年と鷲』で第1回コンテスト佳作入選を果たしているが、これは刊行されなかった。以下の2冊はそれぞれ独立した作品であり、公式にはシリーズとして扱われていない。しかし『ギャランス・ハート』は『エクセア』のはるか後代の物語であることが劇中で明かされている。また『ウォーロック』Vol.36掲載の「さらば青竜」とも関連している。
  1. エクセア
絵 : 三好道夫（表紙）、渡部正久（本文） / 項目数 : 647 / 1989年 ISBN 4-488-90208-1
公国エクセアは大国ファンデムの侵攻を受ける直前、跡形もなく消えうせてしまった。事情もわからずにただ1人残されたエクセア王子ラストーレは、傭兵に身をやつして糊口をしのいでいたが、ファンデム王亡き後の3人の王女の婿選びに名乗りを上げた。自らがファンデム王族となることで、かの大国が危険でなくなれば、再び祖国を目にできるのでないかという期待を胸に抱いて。
前半では、王女の伴侶になるための試練として「聖なる森」の迷路を攻略する。後半では、エクセアの謎を解き明かし闇の国ジュナンへの対抗手段を得るため旅に出ることになる。
巻末にて聖なる森で相対するライバルの人数当てクイズが実施され、解答は「アドベンチャラーズ・イン」20号で発表された。
  2. ギャランス・ハート
絵 : 米田仁士（表紙）、野上克也（本文） / 項目数 : 520 / 1992年 ISBN 4-488-90211-1
女傭兵アリス・カエンが引き受けたのは、世間知らずの僧侶キーアを危険な「妖魔界」に送り届けるという仕事だった。
キーアには主人公アリスにはない独自の能力値EP（感情値）が設定されており、彼の精神状態によって魔法の効果が変化する様子を表している。
なお、本書が最後のスーパーアドベンチャーゲームブックとなった。
- 第七の魔法使い
著 : 新井一博、堀蔵人 / 絵 : 米田仁士（表紙） / 項目数 : 408 / 1992年 ISBN 4-488-90210-3
魔女ダウマヌスに祖国ヴィアドを奪われた放浪の王子。魔法使いとして立派に成長した彼は、祖国を取り戻すため魔女に立ち向かう。
第1部では、敵の支配下にあるヴィアドに入るまでを描き、戦闘は剣や杖を振るう「肉体戦闘」で行われる。主人公が世界を見守る《七賢人》の1人として覚醒した第2部では、システムは「魔法戦闘」に切り替わる。強力な術ほど体力の消費が激しく呪文詠唱に時間がかかるため、敵に応じて最適な魔法を選ぶことが重要となる。
本書は、新井一博が3人の仲間とともに応募した第2回コンテスト佳作『ウォーロック・サーガ』を、ゲーム作家堀蔵人の協力で改作したものである。

### ナムコ (903)
ナムコのコンピュータゲームを原作としたゲームブック。
- ゼビウス
著 : 古川尚美 / 絵 : 中島信貴 / メカデザイン : 遠山茂樹 / 項目数 : 451 / 1985年 ISBN 4-488-90301-0
太古の邪悪なバイオコンピュータ「ガンプ」が6つの星に遺したレプリカがヘキサクロス（六方直行）を描くとき、地球上に無敵となったガンプが再生するという。ゼビウス星のレプリカが地球に差し向けてきた軍勢は、超宇宙戦闘機ソル・バルウの活躍によって撃退された。しかしヘキサクロス成就の時はなおも近づいている。ガンプ・レプリカ打倒のため超能力戦士P・Jがゼビウス星に送り込まれた。
シューティングゲーム版の後日談に当たり、冒頭には原作者遠藤雅伸による『ファードラウト』が抄録されている。ソル・バルウを駆る場面は劇中にはなく、主人公は生身でトーロイドやグロブダーといった原作でなじみの敵と戦うことになる。また、人工文字「ゼビ数字」を用いた謎もある。
「アドベンチャラーズ・イン」1号では、当時まだ珍しかった双方向型ゲームブックであることが特徴として挙げられている。
- ドルアーガの塔

いずれも、著 : 鈴木直人 / 絵 : 虎井安夫
  1. 悪魔に魅せられし者
項目数 : 500 / 1986年 ISBN 4-488-90302-9
  2. 魔宮の勇者たち 1986年
項目数 : 500 / 1986年 ISBN 4-488-90303-7
  3. 魔界の滅亡 1986年
項目数 : 741 / 1986年 ISBN 4-488-90304-5
- ドラゴンバスター
著 : 古川尚美 / 絵 : 寺田克也 / 項目数 : 440 / 1987年 ISBN 4-488-90305-3
ドラゴンによってさらわれたローレンス王国のセリア姫を救うため、親衛隊隊長の息子クロービスが旅立つ。
『ドルアーガの塔』に引き続き著者のアバター「バルキリー・ナヲミ」が顔を見せたり、ナムコつながりで大声に反応する謎の小動物が登場したりとお遊び要素が盛り込まれている。しかし最後は単純なハッピーエンドではない、ほろ苦い結末を迎える。
双方向型である本作は、一度倒した相手は再戦時には強さが2倍になり、その次には3倍になるという処理を行う。そのため、倒さず逃げるという選択も戦術的に意味を持っている[2]。
2004年には、中河竜都著『竜の血を継ぐ者』として創土社からリメイク出版された。項目の構成や劇中の謎かけなどはそのままだが、物語や登場人物がまったく別のものになっている。
- ワルキューレの冒険

いずれも、著 : 本田成二 / 絵 : 米田仁士（表紙）、松崎貢（本文）
  1. 迷宮のドラゴン
共著 : 木越郁子 / 項目数 : 560 / 1988年 ISBN 4-488-90306-1
  2. ピラミッドの謎
項目数 : 556 / 1989年 ISBN 4-488-90307-X
  3. 時の鍵伝説
項目数 : 603 / 1989年 ISBN 4-488-90308-8
- カイの冒険
著 : 健部伸明、山下武師 / 絵 : 渡部正久（表紙） / 項目数 : 571 / 1990年 ISBN 4-488-90309-6
悪魔ドルアーガの手によって隠された秘宝ブルー・クリスタルロッドを奪還するため、女神イシターの巫女カイがドルアーガの塔に挑む。
『ドルアーガの塔』の前日譚ではあるがゲームブック版との関連は薄く、むしろ原作「バビロニアン・キャッスル・サーガ」やさらにその原典であるバビロニア神話からの影響が見られる（「イシュタルの冥界下り」の再現など）。
判定は神々の姿が描かれた6枚のカードを順に引いていくという独自のシステムで行う。引いたカードはしばらく脇に置いておくため、次第に新しいカードの内容が予測できるようになる。6枚目を引くとシャッフルして最初からやりなおす。

### 林友彦 (904)
904番台には林友彦の著作5冊が属する。幻想的な作風にパズルや暗号などの謎を織り交ぜたゲームブックであり、特に初期の2作品は項目数1000となっており、シリーズ中でも最多の項目数である。
ネバーランドシリーズ

1. ネバーランドのリンゴ
絵 : 西尾誠 / 項目数 : 1000 / 1986年 ISBN 4-488-90401-7
2. ニフルハイムのユリ
絵 : 米田仁士 / 項目数 : 1000 / 1987年 ISBN 4-488-90402-5
3. ネバーランドのカボチャ男
絵 : 若菜等 / 項目数 : 163+105 / 1990年 ISBN 4-488-90405-X

ウルフヘッドの冒険

1. ウルフヘッドの誕生
絵 : 米田仁士 / 項目数 : 500 / 1989年 ISBN 4-488-90403-3
2. ウルフヘッドの逆襲
絵 : 米田仁士 / 項目数 : 500 / 1989年 ISBN 4-488-90404-1

### デイブ・モーリス&オリバー・ジョンソン (905)
イギリスの作家デイブ・モーリスとオリバー・ジョンソンによって創作された中世ヨーロッパに似た架空世界を舞台としたゲームブック及びテーブルトークRPG。

#### ゴールデン・ドラゴン・ファンタジイ・ゲームブック
『ゴールデン・ドラゴン』 (Golden Dragon) は全6巻のゲームブックシリーズ。日本語版では巻を追うに従って難度が上がるように刊行順を決めている。原語版の巻次は原題とともに表記した。
能力値は体力・敏捷性・PSI（直感力）の3つで、戦闘能力に関する数値はない。サイコロ2個の出目に対応した表が戦闘ごとに設定され、自分か敵の体力が尽きるまで判定を繰り返すことで勝敗を決める。
1. 吸血鬼の洞窟 (1. Crypt of the Vampire)
著 : デイブ・モーリス / 訳 : 鎌田三平 / 項目数 : 290 / 1986年 ISBN 4-488-90501-3
吸血鬼テネブロン卿が森の奥に構える財宝を秘めた屋敷に、冒険者が挑む。
2. シャドー砦の魔王 (3. The Lord of Shadow Keep)
著 : オリバー・ジョンソン / 訳 : マジカル・ゲーマー / 項目数 : 300 / 1986年 ISBN 4-488-90502-1
ララッサ国を狙う魔王ダークローブ卿の姦計でヴァラフォール王が倒された。ララッサ国と王の命を救うため、近衛隊の勇士が魔王の潜むシャドー砦に乗り込んだ。
巻末にはスティーブ・ジャクソンと対面した古川尚美のレポートを収録している。
3. 炎の神殿 (2. The Temple of Flame)
著 : デイブ・モーリス、オリバー・ジョンソン / 訳 : 山本圭一 / 項目数 : 300 / 1986年 ISBN 4-488-90503-X
密林の奥深く、忘れられた神カタクの黄金の偶像を祀った《炎の神殿》があるという。最強の戦士たるパラドスの《竜騎士》は、ついにその所在をつかんだ。
4. 失われた魂の城 (6. Castle of Lost Souls)
著 : デイブ・モーリス、イブ・ニューナム / 訳 : マジカル・ゲーマー / 項目数 : 309 / 1986年 ISBN 4-488-90504-8
悪魔と取引して一財産を築いた商人の魂は、死後「失われた魂の城」に囚われていた。商人の息子から依頼を受けた冒険者が悪魔討伐に向かう。
5. ドラゴンの目 (4. The Eye of the Dragon)
著 : デイブ・モーリス / 訳 : 大森望 / 項目数 : 310 / 1986年 ISBN 4-488-90505-6
強大な魔力を秘めた至宝《ドラゴンの目》が発見された。しかし残虐な海底人ミューもまたその宝を狙って地上に現れる。はたしてミュー軍団より早く秘宝を奪取できるだろうか。
本作の主人公は12種の魔法を習得している。ただしどれも1度しか使えないので、使い時を考えねばならない。
6. ファラオの呪い (5. Curse of the Pharaoh)
著 : オリバー・ジョンソン / 訳 : マジカル・ゲーマー / 項目数 : 301 / 1986年 ISBN 4-488-90506-4
砂に沈んだカーフート大王の墓所の手がかりをつかんだ冒険者は、これまで誰ひとり成功したもののない探索行に出た。

#### ドラゴン・ウォーリアーズ
『ドラゴン・ウォーリアーズ』(en:Dragon Warriors) は、日本で最初に紹介されたイギリス製テーブルトークRPGであると第1巻の解説で述べられている（ここではジャクソンの『ファイティング・ファンタジー』は考慮されていない）。日本のコンピュータRPG『ドラゴンクエスト』の英訳名とほぼ同じだが、特に関係はない。本作は架空世界「レジェンド」を舞台としており、日本語版が富士見書房から刊行された『ブラッド・ソード』シリーズも同じ世界の作品である。
レジェンドの特徴は中世ヨーロッパによく似ていることである。単にうわべの雰囲気をまねただけではなく、たとえばキリスト教のような宗教「真教」が広まっており、異教徒に押さえられた聖地を奪回するために十字軍を派遣していたりする。
全6巻で、順次ルールを追加していく形式を取っているが、日本では半数の3巻までしか刊行されなかった。
サイコロはd6（6面体）のほか、d4・d8・d10・d12・d20・d100を使用するが、入手が難しい読者のために第1巻の口絵には組み立て式のルーレットが付属し、d10やd20に代用できた。
また、テレホンサービスの留守番電話機能を利用した企画も存在した。ゲームマスターが読み上げた状況への対応をプレイヤーが吹き込み、先着30名で集計を取ってリアクションを決定し、それをまた次回に配信する、という形式である。
1. ドラゴンの戦士 (Dragon Warriors)
著 : デイブ・モーリス / 訳 : 本田成二 / 1990年 ISBN 4-488-90507-2
基本ルール戦士編。騎士（ナイト）とバーバリアンの解説、モンスターデータとシナリオ1本を収録。
2. 魔法使いへの道 (The Way of Wizardry)
著 : デイブ・モーリス / 訳 : 本田成二 / 1990年 ISBN 4-488-90508-0
基本ルール魔法使い編。魔術師（ソーサラー）と霊能者（ミスティック）の解説、各種呪文、魔法のアイテムデータと、シナリオ2本を収録。
3. エルフのクリスタル (The Elven Crystals)
著 : オリバー・ジョンソン / 訳 : 本田成二 / 1991年 ISBN 4-488-90509-9
エルフの大魔術師が造ったクリスタルの石板の破片をめぐる、4つのシナリオからなるキャンペーンを収録。
初期の広告には「11のクリスタルとは何のことか？」というあおり文句が付されていたが[5]、原題は "elven" であって "eleven" ではない。

### クトゥルー・ゲームブック (906)
- 暗黒教団の陰謀 輝くトラペゾヘドロン
著 : 大瀧啓裕 / 項目数 : 555 / 1987年 ISBN 4-488-90601-X
クトゥルー神話を元にしたゲームブック。主人公の能力値には生命力や気力のほかに狂気が設定されており、この値が上限を越えると発狂してゲームオーバーとなる。
ストーリー
邪神〈旧支配者〉の復活のときが近づいた。叔父の跡を継いだ主人公は、あらゆる叡智を得られるという秘宝〈輝くトラペゾヘドロン〉を探し出して対抗しようとする。探索の旅の向かう先は、悪名高き港町インスマウスだった。
評価
オーガスト・ダーレス作品の登場人物を用いつつも、原作者ハワード・フィリップス・ラヴクラフトの持ち味を活かしたものに仕上がっている。主人公に対して敵がやや強すぎるのだが、そもそも原作の多くが死や狂気で終わるものなので、難度が高いのは仕方ない。ただ、破滅の過程こそ原作で重点を置かれているのに、本作のデッドエンドはあっけなさ過ぎる[6]。

### ユニコーン・ゲームブック (907)
『ユニコーン・ゲームブック』(Unicorn Fatemaster) シリーズは、イギリスの作家ポール・ヴァーノンによる2部作である。第3巻"Marauders at Redmarsh"は名前のみで実際には刊行されなかった。
本シリーズの最大の特徴は、重要な項目には詳細な地図が示されていることである。野外はヘックス（六角形）で、屋内は方眼で描かれており、写していくことで冒険の舞台の地図ができあがるようになっている。イギリス製ゲームブックにしては珍しく双方向型である本作は、イベントの発生フラグ管理を切り捨てて「一度倒した敵はもう出てこない」という一言で済ませているが、地図があるおかげで居場所を見失ったり遭遇済みの敵かどうか迷ったりすることはない。プレイヤーに読むだけではない積極的なゲームへの参加を要求する点では、RPGを意識しているといえる。
また、能力値に体力が設定されておらず、負傷は戦力または敏捷ポイントを減少させるようになっている。傷を負えば戦闘能力が直接低下していくわけであり、現実味はあるが複雑で上級者向きのシステムである。
このようにシステム面では凝っているが、その一方でシナリオが類型化した没個性的なものであることが欠点として指摘されている。
1. 魔王の地下要塞 (Treachery in Draken-Wood)
著 : ポール・ヴァーノン / 訳 : マジカル・ゲーマー / 項目数 : 500 / 1987年 ISBN 4-488-90701-6
婚礼を間近に控えたアロウェン姫がさらわれた。姫の父エスガロン伯爵は、ドラーケンスフェルト男爵に嫌疑をかけて、7日以内に娘が戻らねば戦を仕掛けると宣言する。だが誘拐事件の真犯人は、男爵の弟ロデリックと悪の魔法使いザンダバーだった。富と名誉を求めて旅する戦士である主人公は、これぞ好機と見て、姫の囚われた地下要塞に挑む。
2. ファイアーロードの砦 (Fortress of the Firelord)
著 : ポール・ヴァーノン / 訳 : マジカル・ゲーマー / 項目数 : 500 / 1987年 ISBN 4-488-90702-4
無事にアロウェン姫を救い出し、彼女とロマーク公爵との婚礼の席に主賓として招かれた主人公。しかし宴の後、公爵と姫の父エスガロン伯爵から持ちかけられたのは、黒魔術で自らの砦の近隣を思いのままに支配するファイアーロードの話だった。富と名誉を堪能する間もなく、主人公は次の冒険におもむく。正面突破不能の砦に潜入するには、あえて捕虜の身になるしかない。

### 展覧会の絵 (908)
- 展覧会の絵
著 : 森山安雄 / 絵 : 米田仁士 / 項目数 : 531 / 1987年 ISBN 4-488-90801-2
モデスト・ムソルグスキーの楽曲『展覧会の絵』をもとにしたゲームブック。

### 鈴木直人 (909)
『ドルアーガの塔』で知られる鈴木直人の著作。
- スーパー・ブラックオニキス

絵 : 鏡泰裕 / 項目数 : 600 / 1987年 ISBN 4-488-90901-9
コンピュータRPG『ザ・ブラックオニキス』を原作としたゲームブック。
- パンタクルシリーズ

『ドルアーガの塔』の登場人物メスロンを主役としたシリーズ。
  1. パンタクル
絵 : 虎井安夫 / 項目数 : 500 / 1989年 ISBN 4-488-90902-7
  2. ティーンズ・パンタクル
絵 : 虎井安夫 / 項目数 : 400 / 1990年 ISBN 4-488-90903-5
  3. パンタクル2
絵 : 虎井安夫 / 項目数 : 510 / 1991年 ISBN 4-488-90904-3

### ドラゴンソング・レジェンド (910)
1. 眠れる竜ラヴァンス
著 : 滝日省三 / 絵 : 竜胆丈二 / 項目数 : 590 / 1988年 ISBN 4-488-91001-7
冥王モーレグが蘇らせた暗黒竜アーリマンの脅威に対抗するには、善竜ラヴァンスの眠りを覚ますしかない。その任務に選ばれたのは、若き魔法使いだった。
細かく描き込まれたイラストにまつわる謎が盛り込まれているのが特徴。
三部作のエピソード1という位置づけだったが、次巻『ゼダンの審問』は発売されずに終わった。

## アドベンチャラーズ・イン
アドベンチャラーズ・イン (ADVENTURER'S INN) は、1986年以降の各ゲームブックにアドベンチャーシートと共に、B4判八つ折りで投げ込まれていたミニコミ的なフリーペーパーである。文庫サイズの特大号が2度刊行された。
読者からの便り（感想やイラストなど）、出版社からの刊行案内の他に、読者から募集し選抜された「契約ライター」（2度企画された）による連載コラムや、編集部によるゲームブック同人誌の紹介「ファンジン・パトロール」、サークルの案内などが掲載されていた。

## S&Sカード
一部の作品に付属する、モンスターの絵柄が描かれたカード。本から切り取って使用する。各カードには体力・技量・魔力・ダメージの能力が設定されており、簡単なゲームを行えた。
以下、カードつき作品を挙げる。
- スーパー・ブラックオニキス
- ドラゴンバスター
- 紅蓮の騎士
- 眠れる竜ラヴァンス
- 迷宮のドラゴン